# 파벨 콜롭코프
파벨 아나톨리예비치 콜롭코프(러시아어: Па́вел Анато́льевич Колобко́в, 1969년 9월 22일 ~ )는 은퇴한 러시아 (그 이전에는 소비에트 연방과 독립 국가 연합)의 펜싱 선수이다. 그는 1988년부터 2004년까지 5번의 올림픽에 참여하며 금메달 1개, 은메달 2개, 동메달 3개를 획득하였다.

## 생애
그는 올림픽, 세계선수권 대회, 유럽선수권 대회에서 총 26개의 메달을 획득하였다.

## 수상
올림픽
- 에페 개인전 (2000)
- 에페 개인전 (1992), 에페 단체전 (1996)
- 에페 개인전 (2004), 에페 단체전 (1988, 1992)

세계 선수권 대회
- 에페 개인전 (1993, 1994, 2002, 2005)
- 에페 개인전 (1997), 에페 단체전 (2002)
- 에페 개인전 (1989, 1999), 에페 단체전 (1988)

유럽 선수권 대회
- 에페 개인전 (1996, 2000)
- 에페 개인전 (2002, 2003, 2005), 에페 단체전 (2006)
- 에페 개인전 (1999, 2001, 2004, 2006), 에페 단체전 (1998)

펜싱 월드컵
- 에페 개인전 (1999)

### 기타 수상
- 1987 – 주니어 세계선수권 우승
- 1988 – 주니어 세계선수권 우승
- 2008 – 샬렝즈 베르나도트 우승 (스웨덴, 스톡홀름)

## 같이 보기
- 세계 펜싱 선수권 대회